# La Chauve-souris (film, 1946)
Pour les articles homonymes, voir La Chauve-Souris (homonymie).
Pour plus de détails, voir Fiche technique et Distribution.
La Chauve-souris (titre original : Die Fledermaus) est un film allemand réalisé par Géza von Bolváry et sorti en 1946.
Geza von Bolvary a tourné cette opérette filmée en 1944, mais le film n'a pu sortir que deux ans plus tard. C'est donc un Überläufer.

## Fiche technique
- Titre : La Chauve-souris
- Titre original : Die Fledermaus
- Réalisation : Géza von Bolváry
- Scénario : Ernst Marischka, sur un livret de Richard Genée, et Carl Haffner
- Photographie : Willy Winterstein
- Montage : Alice Ludwig
- Musique : Alois Melichar
- Décors : Robert Herlth
- Costumes : Walter Schulze-Mittendorff
- Société de production : Deutsche Film (DEFA), Terra-Filmkunst
- Pays d'origine :  Allemagne
- Langue : Allemand
- Format : Couleur — 35 mm — 1,37:1 — Son : Mono (Tobis-Klangfilm)
- Genre : Comédie, Film musical
- Durée : 100 minutes (1 h 40)
- Dates de sortie : 
  - Allemagne : 1946 (cinéma)

## Distribution
- Willy Fritsch : Franke, le directeur de la prison
- Johannes Heesters : Herbert Eisenstein
- Marte Harell : Rosalinda Eisenstein
- Josef Egger : Frosch, le géolier
- Hans Brausewetter : Melzer
- Siegfried Breuer : le prince Orlowsky
- Dorit Kreysler : Adele, la bonne de Rosalinda